# 우수 (영화)
《우수》는 2022년에 개봉한 대한민국의 영화이다.

## 캐스팅
- 윤제문 : 사장 역
- 김태훈 : 후배 역
- 김지성 : 김 이사 역
- 윤예림 : 사진관손님 역
- 서은지 : 후배처 역